# Syrphoctonus longipes
Syrphoctonus longipes är en stekelart som först beskrevs av Holmgren 1858.  Syrphoctonus longipes ingår i släktet Syrphoctonus och familjen brokparasitsteklar. Arten är reproducerande i Sverige. Inga underarter finns listade i Catalogue of Life.